# David Anthony Lucas
David Anthony Lucas (*Preston, Inglaterra, 23 de noviembre de 1977), futbolista inglés. Juega de portero y su actual equipo es el Fleetwood Town de la Football League Two de Inglaterra.

## Selección nacional
Ha sido internacional con la Selección nacional de fútbol de Inglaterra Sub-21.

### Participaciones en Copas del Mundo
| Mundial                               | Sede    | Resultado   |
| ------------------------------------- | ------- | ----------- |
| Copa Mundial de Fútbol Sub-20 de 1997 | Malasia | 8° de final |

## Clubes
| Club                | País       | Año       |
| ------------------- | ---------- | --------- |
| Preston North End   | Inglaterra | 1994-1995 |
| Darlington FC       | Inglaterra | 1995      |
| Preston North End   | Inglaterra | 1996      |
| Darlington FC       | Inglaterra | 1996      |
| Scunthorpe United   | Inglaterra | 1996-1997 |
| Preston North End   | Inglaterra | 1997-2003 |
| Sheffield Wednesday | Inglaterra | 2003-2006 |
| Barnsley FC         | Inglaterra | 2007      |
| Leeds United        | Inglaterra | 2007-2009 |
| Swindon Town        | Inglaterra | 2009-2011 |
| Rochdale AFC        | Inglaterra | 2011-2012 |
| Birmingham City     | Inglaterra | 2012-2013 |
| Fleetwood Town      | Inglaterra | 2013-     |